# Ta ái chàng bạn thân
Ta ái chàng bạn thân (tiếng Anh:Honey Bee Man, tiếng Trung: 我爱男闺蜜) là một bộ phim truyền hình Trung Quốc gồm 34 tập phim, bắt đầu phát sóng từ 4 tháng 4 năm 2014. Phim bắt đầu quay từ tháng 9 năm 2013 đến tháng 11 năm 2013 thì đóng máy, Uông Tuấn là đạo diễn bộ phim. Bộ phim lấy mối quan hệ của Diệp San và Phương Tuấn làm chủ tuyến, giảng thuật vấn đề về tình yêu và hôn nhân của người Trung Quốc ở xã hội hiện đại. Phim được quay tại Bắc Kinh và được nhiều đài truyền hình cũng như trang mạng phát sóng với Huỳnh Lỗi, Trần Số là diễn viên chính.

## Thời gian phát sóng

### Phát sóng
| Kênh                                                  | Đất nước   | Ngày chơi                | Thời gian |
| ----------------------------------------------------- | ---------- | ------------------------ | --- |
| Đông Phương TV, An Huy TV, Sơn Đông TV, Thâm Quyến TV | Trung Quốc | Ngày 4 tháng 4 năm 2014  | 7:30 tối |
| Los Angeles 18.8                                      | Hoa Kỳ     | Ngày 1 tháng 8 năm 2014  | Giữa trưa liên tục                                                                                            |
| SinoVision                                            | Hoa Kỳ     | Ngày 1 tháng 9 năm 2014  | Thứ Hai đến thứ Sáu 9-10 PM                                                                                   |
| Talentvision                                          | Canada     | 29 tháng 10 năm 2014     | Thứ Hai đến thứ Sáu Vancouver 6:00 AM, 11:00 PM, 4:30 PM, 10:00 PM Toronto 9:00 AM, 2:00 PM, 7:30 PM, 1:00 AM |
| ONTV                                                  | Đài Loan   | Ngày 5 tháng 11 năm 2015 | Thứ Hai đến Thứ Sáu 09:00 - 10:00                                                                             |
| ONTV                                                  | Đài Loan   | Ngày 15 tháng 2 năm 2016 | Thứ Hai đến Thứ Sáu 09:00 - 10:00                                                                             |

## Cốt truyện
Nội dung chính của bộ phim Ta ái chàng bạn thân kể về nữ cường Diệp San (Trần Số đóng) cùng với nam khuê mật từ bằng hữu phát triển tới tình yêu. Trong phim, Phương Tuấn (Huỳnh Lỗi đóng) ở một hôn lễ của khách hàng gặp tới làm loạn Diệp San, từ đó thật sâu nhớ kỹ người này. Tiếp theo đó, hai người trải qua quá trình cãi nhau, đấu võ mồm, chậm rãi từ người xa lạ trở thành bằng hữu, Phương Tuấn còn lấy thân phận bạn thân vì Diệp San giới thiệu bạn trai, nhưng hắn lại không nghĩ tới cuối cùng mình lại trở thành Diệp San bạn trai. Cùng lúc đó, Phương Tuấn em gái – Phương Y Y (Vương Hiểu Thần đóng) gặp lại phần tử phản nghịch lại rất có ý chí Mạc Tiểu Khang (Lưu Nhuế Lân đóng). Hai người từ nhìn đối phương không thuận mắt lại trở thành đồng bọn hợp tác làm quảng cáo, trở thành bạn thân, cuối cùng trở thành người yêu. Trong suốt toàn bộ quá trình, tình cảm của họ trải qua vô số khảo nghiệm, lại bởi duyện phận mà vẫn có thể cùng nhau đi tới. Câu chuyện tình yêu của họ xen lẫn giữa cảm động cùng hài kịch, qua đó làm mọi người đối với tình yêu tràn ngập hy vọng.

## Diễn viên chính
| Diễn viên        | Nhân vật         | Nhận xét |
| ---------------- | ---------------- | --- |
| Huỳnh Lỗi        | Phương Tuấn      | Nhân viên trung tâm mai mối, ăn nói tinh tế.                                                                      |
| Trần Số          | Diệp San         | Khát vọng được yêu nữ cường nhân, Ngô Kiến Linh vợ cũ, Lưu Huệ Vân biểu muội.                                     |
| Uông Tuấn        | Mạc Chính Nguyên | Họa sĩ, rối rắm ở mối quan hệ với vợ trước và vợ hiện tại. Bạch Khiết hiện tại lão công, Lưu Huệ Vân chồng trước. |
| Tư Khả Hoa       | Trần Hiểu Mễ     | Nhân viên trung tâm mai mối, yêu Phương Tuấn.                                                                     |
| Trần Vĩ          | Lưu Huệ Vân      | Ôn nhu thiện lương, truyền thống nữ nhân. Mạc Tiểu Khang mẹ, Diệp San biểu tỷ.                                    |
| Vương Hiểu Thần  | Phương Y Y       | Phương Tuấn muội muội, bề ngoài kiên cường nội tâm mẫn cảm cô gái trẻ.                                            |
| Lưu Nhuế Lân     | Mạc Tiểu Khang   | Lưu Huệ Vân và Mạc Chính Nguyên con trai                                                                          |
| Tạ Viên          | Lương Thư Hữu    | Thợ cắt tóc, bạn chơi cờ với Phương Tuấn.                                                                         |
| Lương Đan Ni     | Mẹ Diệp San      | Quan tâm đến việc hôn nhân của con gái                                                                            |
| Thư Nghiễn       | Bạch Khiết       | Vợ hiện tại của Mạc Chính Nguyên.                                                                                 |
| Huỳnh Bá Quân    | Dương Đại Vệ     | Cao phú soái, bạn trai cũ của Diệp San                                                                            |
| Vương Á Nam      | Ngô Kiến Linh    | Chồng cũ của Diệp San                                                                                             |
| Văn Trác         | Phùng Phong      | Chồng cũ của Phương Y Y                                                                                           |
| Mạnh Tú          | Mẹ Phùng Phong   | Cường thế vô lý mẫu thân                                                                                          |
| Trương Diễm Diễm | Doãn Lệ Lệ       | Ngô Kiến Linh hiện tại vợ                                                                                         |
| Hầu Minh Hạo     | Tiểu Sơn Đông    | Nhân viên của Mạc Tiểu Khang                                                                                      |

## Bài hát phim truyền hình
| STT | Nhan đề                                | Phổ lời | Phổ nhạc       | Biểu diễn                  | Thời lượng |
| --- | -------------------------------------- | ------- | -------------- | -------------------------- | ---------- |
| 1.  | "Bồi ngươi đi tới cuối" (Chủ đề)       | Trần Hi | Đổng Đông Đông | Trương Lương Dĩnh          |            |
| 2.  | "Tôi là nam khuê mật của bạn" (Mở đầu) | Trần Hi | Đổng Đông Đông | Đổng Đông Đông&Hứa Hạc Tân |            |
| 3.  | "Huyết hải thâm thù" (Nhạc đệm)        | Trần Hi | Đổng Đông Đông | Đổng Đông Đông             |            |
| 4.  | "Chu Lợi" (Nhạc đệm)                   | Trần Hi | Đổng Đông Đông | Lộ Mặc Y                   |            |

## Giải thưởng
- Quốc kịch thịnh điển 2014: Xếp thứ 9 trong 10 bộ phim truyền hình của năm.
- Hoa Đỉnh lần thứ 17: Toàn quốc được yêu thích nhất phim truyền hình.

## Đánh giá
Từ tham chiếu dữ liệu csm, xếp hạng bao gồm chỉ số xếp hạng cả ngày và tham số chia sẻ thị trường (xem). 
| Kênh           | Đánh giá | Chia sẻ |
| Đông Phương TV | 1.161    | 3,208   |
| Thâm Quyến TV  | 0,817    | 2.247   |
| Sơn Đông TV    | 0,799    | 2,228   |
| An Huy TV      | 0,559    | 1.542   |
| Bắc Kinh TV    | 0,391    | 1.128   |
| Vân Nam TV     | 0,326    | 0,938   |